# 諫早郵便局
諫早郵便局（いさはやゆうびんきょく）は、長崎県諫早市にある郵便局。民営化前の分類では集配普通郵便局であった。

## 概要
住所：〒854-8799 長崎県諫早市八坂町1-7
諫早市の中心街にある。長崎街道の宿場跡地として、看板が掲げられている。

## 沿革
- 1874年（明治7年）12月16日 - 諫早郵便取扱所として開設[1]。
- 1875年（明治8年）1月1日 - 諫早郵便局（五等）となる。
- 1882年（明治15年）3月 - 為替・貯金取扱を開始。
- 1892年（明治25年）2月16日 - 諫早郵便電信局となる。
- 1903年（明治36年）4月1日 - 通信官署官制の施行に伴い諫早郵便局となる。
- 1946年（昭和21年） - 諫早駅との間の郵便物受渡が専用自動車化。専用自動車郵便線路「諫早局駅線」が開設される[2]。
- 1956年（昭和31年）10月11日 - 電話通話および和文電報受付事務の取扱を開始[3]。
- 1974年（昭和49年）4月 - 局舎新築落成。
- 1991年（平成3年）10月1日 - 外国通貨の両替および旅行小切手の売買に関する業務取扱を開始。
- 2007年（平成19年）10月1日 - 民営化に伴い、併設された郵便事業諫早支店に一部業務を移管。
- 2012年（平成24年）10月1日 - 日本郵便株式会社発足に伴い、郵便事業諫早支店を諫早郵便局に統合。

## 取扱内容
- 郵便、印紙、ゆうパック、内容証明
- 貯金、為替、振替、振込、国際送金、外貨両替・トラベラーズチェック、国債、投資信託
- 生命保険、バイク自賠責保険、変額年金保険
- ゆうちょ銀行ATM
- 「854-00xx」区域（諫早市の一部）の集配業務
- ゆうゆう窓口

## 周辺
- 諫早市役所
- SEED 1931
- 長崎県立諫早高等学校・附属中学校
- 本明川

## アクセス
- 島原鉄道島原鉄道線 本諫早駅から徒歩約7分
- 長崎県営バス、島鉄バス 諫早局前停留所下車
- 長崎自動車道 諫早ICから東へ約5km
- 駐車場あり：11台